# Crystallize (Lindsey Stirling)
Crystallize è un singolo della violinista statunitense Lindsey Stirling, pubblicato il 18 settembre 2012 come unico estratto dal primo album in studio Lindsey Stirling.

## Successo commerciale
Il singolo ha ottenuto successo negli Stati Uniti e in Europa.

## Video musicale
Il videoclip è stato girato nei ghiacciai di Silverthorne in Colorado, luoghi dove la violinista si esibisce suonando il violino. Nel 2012 raggiunge l'ottava posizione dei video più visti di You Tube, con quasi 45.000 visualizzazioni.